# Walter Evans-Wentz

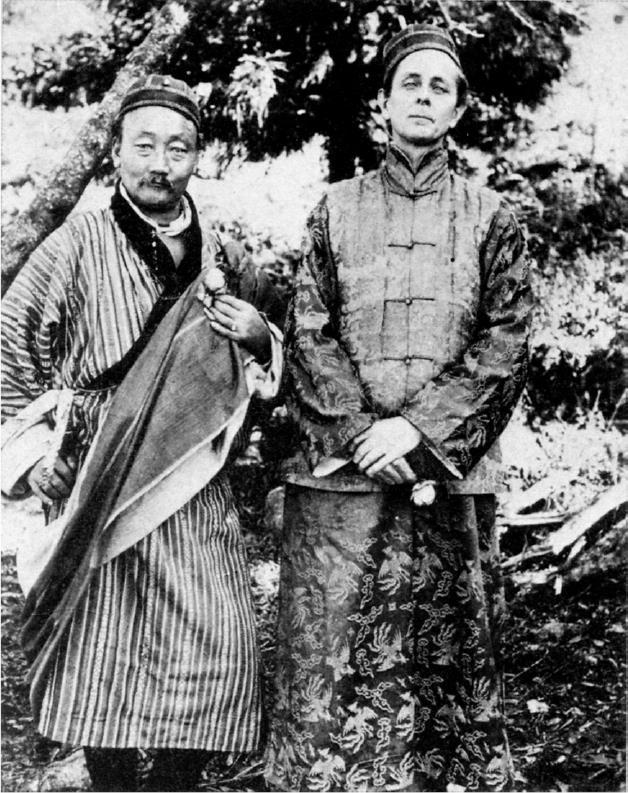
Walter Evans-Wentz (rechts) en lama Kazi Dawa Samdup (Dawasamdup), ca. 1919

Walter Yeeling Evans-Wentz (Trenton, 2 februari 1878 - 17 juli 1965) was een Amerikaans theosoof en schrijver. Hij onderzocht het Tibetaans boeddhisme om via inlegkundige methoden te komen tot overeenkomsten met de theosofie. Hij sprak zelf geen Tibetaans, maar liet verzamelde Tibetaanse documenten vertalen door de occultist Kazi Dawa-Samdup.
Als tiener las Evans-Wentz Isis Unveiled en The Secret Doctrine van Helena Blavatsky en raakte hij geïnteresseerd in de theosofie. Hij behaalde zijn bachelor en master aan de Stanford-universiteit, waar hij studeerde met onder andere William James en William Butler Yeats. Daarna studeerde hij Keltische mythologie en folklore aan het Jesus College dat onderdeel uitmaakt van de Universiteit van Oxford. Hier koos hij voor zijn achternaam de vorm Evans-Wentz.
Hij reisde veel door onder andere Mexico, Europa en het Verre Oosten. Hij bracht de jaren tijdens de Eerste Wereldoorlog door in Egypte. Later reisde hij naar Ceylon en India, waarbij hij in Darjeeling aankwam in 1919; daar kwam hij voor het eerst Tibetaanse geschriften tegen uit de eerste hand.
Evans-Wentz werd het meeste bekend vanwege een serie van vier spirituele boeken uit het Tibetaans. Zelf had hij zich vooral met de samenstelling en redactie beziggehouden en waren de vertalingen volgens hem vooral gemaakt door Tibetaanse boeddhisten, in het bijzonder de lama Kazi Dawa-Samdup (1868-1922), een leraar Engels aan de Maharaja's Boy's School in Gangtok, Sikkim, die ook vertaalwerk had verricht voor Alexandra David-Néel en Sir John Woodroffe.
- Bibsys: 90200608
- Biblioteca Nacional de España: XX1753662
- Bibliothèque nationale de France: cb11902025p (data)
- Catàleg d'autoritats de noms i títols de Catalunya: 981058617279706706
- CiNii: DA02127771
- Gemeinsame Normdatei: 115374450
- International Standard Name Identifier: 0000 0001 0884 5794
- Library of Congress Control Number: n81042816
- Nationale Bibliotheek van Letland: 000247138
- Bibliotheek van het Japanse parlement: 00816427
- Nationale Bibliotheek van Tsjechië: kup20010000025826
- Nationale bibliotheek van Australië: 36094324
- Nationale Bibliotheek van Israël: 987007274940605171
- Nationale en Universitaire bibliotheek Zagreb: 000026699
- Nederlandse Thesaurus van Auteursnamen: 073922676
- Réseau des bibliothèques de Suisse occidentale: 02-A003226245
- Istituto Centrale per il Catalogo Unico: CUBV121588
- LIBRIS: 185737
- SNAC: w6qn6954
- Système universitaire de documentation: 02685502X
- Trove: 1211330
- Virtual International Authority File: 31996034
- WorldCat: E39PBJdWRcjjmdTw6F6pqqyfMP